# Eva Arndt-Riise
Eva Johanne Arndt, po mężu Riise (ur. 27 listopada 1919 w Århus, zm. 18 czerwca 1993 w Gjesing) – duńska pływaczka. Srebrna medalistka olimpijska z Londynu.
Zawody w 1948 były jej drugimi igrzyskami olimpijskimi, debiutowała w 1936. Medal zdobyła w sztafecie w stylu dowolnym. Partnerowały jej Karen Harup, Greta Andersen i Fritze Carstensen. W tej samej konkurencji została mistrzynią Europy w 1938.